# 1429
Rok 1429 (MCDXXIX) gregoriánského kalendáře začal ve čtvrtek 1. ledna a skončil ve čtvrtek 31. prosince. Dle židovského kalendáře nastal přelom roků 5189 a 5190, dle islámského kalendáře 850 a 851.

## Události
- Johanka z Arku vstupuje do Remeše.

### Probíhající události
- 1405–1433 – Plavby Čeng Chea
- 1419–1434 – Husitské války

## Narození
- ? – Gentile Bellini, italský malíř († 23. února 1507)

## Úmrtí
- 12. července – Jean Charlier de Gerson, francouzský filozof a teolog (* 14. prosince 1363)
- 9. srpna – Jakoubek ze Stříbra, český spisovatel a kazatel (* asi 1375)
- 28. září – Cimburgis Mazovská, rakouská vévodkyně

## Hlavy států
- České království – bezvládí
- Svatá říše římská – Zikmund Lucemburský
- Papež – Martin V. – Klement VIII. – Benedikt XIV.
- Anglické království – Jindřich VI.
- Francouzské království – Karel VII. Vítězný
- Polské království – Vladislav II. Jagello
- Uherské království – Zikmund Lucemburský
- Byzantská říše – Jan VIII. Palaiologos